# Брызги шампанского
«Брызги шампанского» — советский фильм 1989 года режиссёра Станислава Говорухина по повести Вячеслава Кондратьева «Отпуск по ранению».

## Сюжет
История нескольких недель, которые провёл после лечения в госпитале молодой лейтенант Володя в Москве, у матери. 1942 год. Немцы наступают. Столица оглушает лейтенанта Володю своими немыслимыми, невероятными, неожиданными контрастами. Нищета и роскошные рестораны для избранных. Соседка, почти ещё подросток, Юлька уходит на фронт, а сытые, здоровые, мужики коротают вечера в ресторанах.— киновед Эльга Лындина
Лето 1942 года. Лейтенант Володька по ранению отправлен в отпуск. В далёкой от фронта Москве он с удивлением обнаруживает, что здесь идёт своя, мирная жизнь с кинотеатрами, ресторанами и танцами — в столице продолжается обыденная жизнь. Где-то всего в двухстах километрах идут бои, умирают солдаты, гибнут мирные люди, а здесь пьют, жуют, танцуют, флиртуют. А войне ещё не видно конца. Он узнаёт, что его бывшая одноклассница Юля, добровольно мобилизовалась и отправилась на фронт. У него завязываются отношения со студенткой Тоней, отец которой — генерал — предлагает Володе служить под его началом в Москве. Однако Володьку постоянно преследует чувство вины перед бойцами, которые, подчиняясь его приказам, шли в бой и погибали. И вопреки уговорам матери и Тони он отказывается от предложения, считая это предательством по отношению к своим бойцам, и возвращается в свою часть под Ржев.

## В ролях
- Алексей Бурыкин — Володя, лейтенант в краткосрочном отпуске по ранению
- Антонина Венедиктова — Тоня, студентка архитектурного института
- Наталья Щукина — Юля, одноклассница Володи, мобилизовалась
- Олег Меньшиков — Сергей, приятель Володи
- Людмила Крылова — Ксения Николаевна, мать Володи
- Татьяна Догилева — Степанова, жена убитого солдата
- Лев Борисов — Егорыч
- Светлана Рябова — Надежда
- Геннадий Фролов — отец Тони, генерал-майор
- Людмила Давыдова — мать Юлии
- Инна Выходцева — Инна
- Валентина Березуцкая — железнодорожница
- Сергей Данилевич — Сергей
- Александр Кулямин — Игорь
- Владимир Завьялов — Коля
- Василий Кортуков — Буханов
- Ирина Лазарева — Зинка-продавщица
- Жорж Новицкий — военком
- Ольга Лебедева — медсестра
- Фёдор Одиноков — швейцар ресторана

## Критика
Чуть ли не впервые в своей творческой биографии Станислав Говорухин решил поставить заведомо некассовую картину. Больше того, режиссёр, который всегда любил работать со звездами, на сей раз пригласил на главные роли актёров практически не знакомых зрителям. …История нескольких недель отпуска лейтенанта Володьки (А.Бурыкин) в родной Москве 1942 года привлекает внимание теплотой и искренностью человеческих отношений. Довольно убедительно воссоздана и столичная атмосфера того времени. В картине нет художественных открытий. Но это добротная и честная работа.— киновед Александр Фёдоров

Игривое название картины обманчиво менее всего она связана с томными звуками старого танго, красивой мелодрамой или салонными страстями. Само имя режиссёра, кажется, априори исключает подобные сюжеты. На самом деле в основе картины повесть писателя-фронтовика Вячеслава Кондратьева «Отпуск по ранению». Говорухину, любящему прямые, открытые конфликты, резкие, сгущённые краски, из которых он предпочитает чёрную и белую в стыке, была близка проза Кондратьева. Её настрой, её прямодушный, честный лейтенант Володя alter ego автора.— киновед Эльга Лындина